# Spurgeon (Tennessee)
Spurgeon és una concentració de població designada pel cens dels Estats Units a l'estat de Tennessee. Segons el cens del 2000 tenia 3.460 habitants.

## Demografia
Segons el cens del 2000, Spurgeon tenia 3.460 habitants, 1.425 habitatges, i 1.061 famílies. La densitat de població era de 325 habitants/km².
Dels 1.425 habitatges en un 31,4% hi vivien nens de menys de 18 anys, en un 61% hi vivien parelles casades, en un 10,5% dones solteres, i en un 25,5% no eren unitats familiars. En el 21,8% dels habitatges hi vivien persones soles el 6% de les quals corresponia a persones de 65 anys o més que vivien soles. El nombre mitjà de persones vivint en cada habitatge era de 2,42 i el nombre mitjà de persones que vivien en cada família era de 2,81.
Per edats la població es repartia de la següent manera: un 22,3% tenia menys de 18 anys, un 8,4% entre 18 i 24, un 32% entre 25 i 44, un 26% de 45 a 60 i un 11,4% 65 anys o més.
L'edat mediana era de 37 anys. Per cada 100 dones de 18 o més anys hi havia 92,2 homes.
La renda mediana per habitatge era de 34.316 $ i la renda mediana per família de 41.899 $. Els homes tenien una renda mediana de 30.512 $ mentre que les dones 21.703 $. La renda per capita de la població era de 17.004 $. Entorn del 8,5% de les famílies i l'11,2% de la població estaven per davall del llindar de pobresa.

## Poblacions més properes
El següent diagrama mostra les poblacions més properes.